# La Cachucha beach
La Cachucha beach är en strand i Spanien.   Den ligger i regionen Andalusien, i den södra delen av landet, 500 km söder om huvudstaden Madrid.